# Austroclimaciella weelei
Austroclimaciella weelei är en insektsart som beskrevs av Eduard Handschin 1961. Austroclimaciella weelei ingår i släktet Austroclimaciella och familjen fångsländor. Inga underarter finns listade i Catalogue of Life.